# Багновець рудокрилий
Багновець рудокрилий (Centronyx henslowii) — вид горобцеподібних птахів родини Passerellidae. Поширений у Північній Америці.

## Назва
Вид названо на честь англійського ботаніка Джона Стівенса Генслоу (1796-1861).

## Поширення
Птах гніздиться на сході США від Міннесоти (головним чином на південному сході штату) на схід до південного Онтаріо (Канада) і Нью-Йорка, а також на південний захід до північного сходу Оклахоми та на південний схід до північно-західного Кентуккі та Західної Вірджинії. Ізольовані гніздові популяції також існують на північному сході Вірджинії та північному сході Північної Кароліни. Він винищений або рідко розмножується в північно-східних штатах США, від південного Вермонту до Делаверу. Зимує в прибережних штатах від південного сходу Північної Кароліни на південь до Флориди (за винятком південного краю) і на захід до східного Техасу. Під час сезону розмноження вид зазвичай зустрічається на луках із високою та густою травою, мертвими деревами та густим листовим підстилкою. Проте на місцях зимівлі птахи віддають перевагу нещодавно випаленим ділянкам, з низькою щільністю підстилки та приземної рослинності.

## Опис
Багновець рудокрилий може досягати довжини 11-13 см і має міцну будову тіла. Представники статі зовні схожі один на одного. Голова жовтувато-коричнева з чорними смугами. Спина коричнева з чорною смугою, а крила і верхня частина червоно-бурі. Грудка птаха світло-коричнева з чорною прожилкою, живіт майже білий. Дзьоб у представників виду міцний.